# Ersilia Petroviciu
Ersilia Petroviciu (n. 7 noiembrie 1882, Jdioara, România – d. 17 august 1955, Lugoj, Republica Populară Română, România) a fost un deputat la Marea Adunare Națională de la Alba Iulia, delegat din partea „Reuniunii ajutătoare a doamnelor române” din Lugoj, județul Caraș-Severin.
Ersilia Petroviciu a absolvit Școala medie a „Astrei” din Sibiu. A fost membră a „Reuniunii ajutătoare a doamnelor române” din Lugoj, membră a corurilor „Ion Vidu” și a „Reuniunii române de muzică și cântari”. După 1918 a fost președinta filialei județene Severin a societății „Crucea Roșie Română”, președinta „Reuniunii femeilor române” din Lugoj și președinta „Societății pentru ocrotirea copiilor mici”.